# Elena Baranova
Elena Viktorovna Baranova (in russo Елена Викторовна Баранова?; Frunze, 28 gennaio 1972) è un'ex cestista russa, professionista nella WNBA.

## Carriera
Con l'Unione Sovietica ha disputato i Campionati europei del 1991 e i Giochi olimpici del 1992, sotto la bandiera della Squadra Unificata.
Con la Russia ha disputato due edizioni dei Giochi olimpici (Atlanta 1996, Atene 2004), due dei Campionati mondiali (1998, 2002) e sei dei Campionati europei (1993, 1995, 1997, 1999, 2001, 2003).

## Palmarès
- Migliore stoppatrice WNBA (1997)
- Migliore tiratrice di liberi WNBA (2001)